# Terminator 3: la rebelión de las máquinas
Terminator 3: la rebelión de las máquinas (título original en inglés: Terminator 3: Rise of the Machines) es una película de ciencia ficción de 2003 escrita por John D. Brancato y Michael Ferris y dirigida por Jonathan Mostow.
Esta vez John Connor (Nick Stahl) tiene 19 años (año 2004), no tiene a nadie más que a sí mismo y vive según él "desconectado" del mundo para evitar que lo encuentren. Del futuro envían un último exterminador para matarlo: la T-X (Kristanna Loken) más inteligente, fuerte y rápida de lo que ha sido cualquier exterminador. A su vez un T-850 (Arnold Schwarzenegger) es enviado para protegerlo a él y a Katherine Brewster (Claire Danes).

## Argumento
Diez años después de la destrucción de Cyberdyne Systems en el anterior filme, John Connor ha estado viviendo como un nómada tras la muerte de su madre, Sarah, para esconderse de la malévola inteligencia artificial Skynet, a pesar de que en 1997 no se produjo una guerra entre humanos y máquinas, como se había predicho.
Incapaz de localizar a John en el pasado, Skynet envía a la T-X, un avanzado prototipo de Terminator fabricado con un metal líquido prácticamente impermeable que cambia de forma y recubre un endoesqueleto metálico, al presente de John en Los Ángeles, para que mate a sus futuros aliados de la resistencia humana. La resistencia humana envía un Terminator T-850 reprogramado —un modelo menos avanzado cuyo endoesqueleto está cubierto de tejido vivo—, para proteger a John y a su futura esposa Katherine Brewster.
Tras matar a otros objetivos, la T-X localiza a la pareja en un hospital de animales donde trabaja Kate. John se convierte en el objetivo principal de la T-X, pero el Terminator les ayuda a él y a Kate a escapar, llevándoles a un mausoleo donde supuestamente está enterrada la madre de John. Dentro de su bóveda, encuentran un alijo de armas dejado a petición de Sarah por si no se evitaba el Día del Juicio Final y los Terminators regresaban. Escapan de una batalla armada con la policía y se defienden del T-X que los persigue.
El Terminator revela que las acciones de John y Sarah sólo retrasaron el Día del Juicio y que el ataque de Skynet tendrá lugar ese mismo día; el Terminator tiene la intención de llevar a John y Kate a México para escapar de las consecuencias cuando Skynet comience su ataque nuclear a las 6:18 p. m. John ordena al Terminator que lleve a Kate y a él a ver a su padre, el teniente general de la Fuerza Aérea de los Estados Unidos Robert Brewster. El Terminator se niega, pero cuando Kate también exige ver a su padre, el Terminator obedece. Más adelante se revela que en el futuro, el Terminator T850 mató a John, tras lo cual Kate capturó y reprogramó al Terminator y lo envió atrás en el tiempo.
Mientras tanto, el general Brewster supervisa el desarrollo de Skynet para Cyber Research Systems (CRS), que también desarrolla armas autónomas. El jefe del Estado Mayor Conjunto le presiona para que active Skynet para impedir que un virus informático anómalo invada los servidores de todo el mundo.
El general Brewster no descubre que el virus era Skynet haciéndose sensible, y John y Kate llegan demasiado tarde para impedir que lo active. La T-X hiere mortalmente al general Brewster y controla los drones armados de CRS, que matan a los empleados. Antes de morir, el general da a Kate y John la ubicación de lo que John cree que es el núcleo del sistema de Skynet. La pareja se dirige a la pista para tomar el avión monomotor del general Brewster hacia Crystal Peak, una instalación construida en el interior de Sierra Nevada.
Tras una batalla, la T-X daña gravemente al Terminator, reprogramándolo para matar a John, y persigue a John y Kate por las instalaciones del CRS. Cuando se activa un acelerador de partículas, éste atrapa magnéticamente a la T-X. El Terminator, aún consciente, lucha por controlar sus funciones externas. Cuando se dispone a matar a John, éste insta al Terminator a elegir entre su programación conflictiva; fuerza deliberadamente una desconexión de su sistema corrupto, lo que permite la huida de la pareja. Poco después de salir, el sistema de Terminator se reinicia. Mientras tanto, la T-X escapa del acelerador y reanuda la persecución.
Después de que John y Kate lleguen a Crystal Peak, la T-X llega en helicóptero. Antes de que pueda atacar, el Terminator llega en un segundo helicóptero y se estrella y aplasta a la T-X. La T-X sale de entre los restos, pierde las piernas e intenta arrastrarse hasta el interior del búnker para seguir a la pareja. El Terminator mantiene abierta la puerta del búnker el tiempo suficiente para que la pareja entre dentro y, a continuación, utiliza su última célula de combustible de hidrógeno para destruirse a sí mismo y a la T-X.
John y Kate descubren que Crystal Peak no es el núcleo de Skynet, sino un refugio nuclear y un centro de mando para funcionarios gubernamentales y militares. Al no tener núcleo, Skynet se ha convertido en parte del ciberespacio tras tomar conciencia de sí mismo, el Día del Juicio final comienza cuando Skynet dispara misiles nucleares por todo el mundo iniciando un ataque nuclear masivo que mata a miles de millones de personas. La pareja comienza a recibir transmisiones de radio en el equipo de emergencia; John asume tentativamente el mando respondiendo a las llamadas de radio, y él y Kate aceptan a regañadientes su destino.

## Reparto
- Arnold Schwarzenegger es el Terminator: en esta entrega, el Terminator T-850 es un modelo algo más avanzado que el de la película anterior. Es el Terminator que mata a John Connor el 4 de julio de 2032. Es reprogramado por Kate Brewster para ser enviado al pasado y protegerla a sí misma y a John Connor de la T-X.
- Nick Stahl es John Connor: John vive en Los Ángeles escapando, sin rumbo fijo de su destino. Un día, decide ir a por medicinas a una clínica veterinaria donde se reencontrará con Katherine Brewster. En ese momento aparece la T-X y el Terminator y su destino será inevitable.
- Claire Danes es Kate Brewster: hija del militar Robert Brewster, trabaja como veterinaria y está prometida con Scott Mason. Durante su encuentro con John Connor y el Terminator, cree que está secuestrada hasta que es consciente de la gravedad de la situación. Es la futura esposa de John Connor.
- Kristanna Loken es la T-X: es la máquina enviada por Skynet de nuevo para eliminar a John Connor. De todos los Terminators enviados para destruir a John Connor o Sarah Connor, es el más avanzado, pudiendo al igual que el T-1000 cambiar de forma por la polialeación mimética. Además esta Terminator posee un cañón de plasma como arma primaria y un lanzallamas como secundaria en el brazo derecho, y también es capaz de programar otros terminators o elementos electrónicos para sus objetivos.
- David Andrews es el teniente general Robert Brewster: padre de Kate Brewster, perteneciente a la Fuerza Aérea de los Estados Unidos y quien pone en marcha Skynet.
- Earl Boen es el Dr. Peter Silberman: psiquiatra de la policía de Los Ángeles, asiste a Kate Brewster después de escapar de John Connor y el Terminator.
- Mark Famiglietti es Scott Mason: es el prometido de Katherine Brewster hasta la llegada del Terminator y de la T-X. Es asesinado por esta última.
- Moira Haspis es Betsy: clienta de la clínica veterinaria de Katherine Brewster. Cae en el camino de la T-X.
- Kim Robulilard es el detective Edwards: lleva la investigación sobre la desaparición de Katherine Brewster y cae en el camino de la T-X.
- William O'Leary es el Sr. Smith: es el ayudante de Robert Brewster.
- Brian Sites es William Anderson: en el futuro, es teniente de Connor, es eliminado por la T-X.
- Chris Hardwick es Ingeniero 1: ingeniero ayudante de Robert Brewster.
- Helen Eigenber es Ingeniero 2: otro ingeniero ayudante de Robert Brewster.
- Jon Foster es el Cajero de la gasolinera: es el cajero que intenta cobrarle la comida al Terminator, comida que finalmente no paga, cuando el Terminator se marcha da aviso a la policía.

### Doblaje al español
| Actor                 | Personaje              | Doblaje en España  | Doblaje en México     |
| --------------------- | ---------------------- | ------------------ | --------------------- |
| Arnold Schwarzenegger | Terminator             | Constantino Romero | Blas García           |
| Nick Stahl            | John Connor            | Roger Pera         | José Gilberto Vilchis |
| Claire Danes          | Katherine Brewster     | Ana Pallejá        | Ishtar Sáenz          |
| Kristanna Loken       | T-X                    | Alba Sola          | Rommy Mendoza         |
| David Andrews         | Robert Brewster        | Jordi Boixaderas   | César Soto            |
| Earl Boen             | Dr. Peter Silberman    | Joaquín Díaz       | Francisco Colmenero   |
| Mark Famiglietti      | Scott Mason            | José Posada        | Yamil Atala           |
| Kim Robillard         | Detective Edwards      | Juan Fernández     | -                     |
| William O'Leary       | Sr. Smith              | Rafael Calvo       | -                     |
| Brian Sites           | Bill Anderson          | Raúl Llorens       | Moisés Iván Mora      |
| Robert Alonzo         | José Barrera           | -                  | Luis Daniel Ramírez   |
| Chopper Bernet        | Ingeniero en Jefe      | -                  | Raúl de la Fuente     |
| Moira Harris          | Betsy                  | -                  | Elsa Covián           |
| Chris Hardwick        | Ingeniero 1            | -                  | Alejandro Illescas    |
| Helen Eigenberg       | Ingeniero 2            | -                  | Elena Ramírez         |
| Jimmy Snyder          | Estríper               | -                  | Luis Alfonso Padilla  |
| Jon Foster            | Cajero en supermercado | -                  | Benjamín Rivera       |

## Recepción

### Recaudación
Terminator 3: la rebelión de las máquinas recaudó USD 433 371 112 en todo el mundo, de los cuales 150 371 112 (34,7 %) correspondían a la taquilla estadounidense y 283 000 000 (65,3 %) al resto de países. Fue la séptima película con mayor recaudación de 2003.

### Crítica
Peter Travers, de la revista Rolling Stone, la describió como una «potente película comercial», mientras que Stephen Hunter, de The Washington Post, comentó que sus creadores «se han esforzado en honrar el espíritu de la franquicia, no explotarlo, y lo llevan a un nivel nuevo y a un destino sorprendente». Por el contrario, Ángel Fernández Santos, del diario El País, describió el filme como un «ruidoso, pobre, vulgar, trucado y hueco amaño de cine de acción» y «la percha de otro lucimiento de un Schwarzenegger que parece estancado».

## Premios y nominaciones

### Golden Reel Award Motion Picture Sound Editors
| Año  | Categoría                                          | Nominación                         | Resultado |
| ---- | -------------------------------------------------- | ---------------------------------- | --------- |
| 2004 | Sound Effects Editing in a Feature Film (Domestic) | Terminator 3: Rise of the Machines | Nominada  |

### taurus world stunt awards
| Año  | Categoría                                       | Nominados | Resultado |
| ---- | ----------------------------------------------- | --- | --------- |
| 2004 | Best work with a vehicle                        | Dickey Beer. Wade Eastwood. Terry Jackson. Billy Lucas. Rick Miller. Monte Perlin. Gary Powell. Miki Smith. Tom Struthers. Tim Trella | Nominados |
| 2004 | Best overall stunt by a stunt woman             | Alisa Hensley | Nominada  |
| 2004 | Best stunt coordinator and/or 2nd unit director | Simon Crane | Nominado  |
| 2004 | Best overall stunt by a stunt man               | Dickey Beer. Wade Eastwood. Terry Jackson. Billy Lucas. Rick Miller. Monte Perlin. Gary Powell. Miki Smith. Tom Struthers. Tim Trella | Nominados |

### Saturn Awards
| Año  | Categoría                 | Nominados                                                                                                   | Resultado |
| ---- | ------------------------- | --- | --------- |
| 2004 | Best Science Fiction Film | Terminator 3: Rise Of The Machines (Warner Bros.)                                                           | Nominada  |
| 2004 | Best Supporting Actress   | Kristanna Loken (Terminator 3: Rise Of The Machines) (Warner Bros.)                                         | Nominada  |
| 2004 | Best Make Up              | Jeff Dawn, John Rosengrant (Terminator 3: Rise Of the Machines) (Warner Bros.)                              | Nominado  |
| 2004 | Best Special Effects      | Pablo Helman, Dan Taylor, Allen Hall, & John Rosengrant (Terminator 3: Rise Of The Machines) (Warner Bros.) | Nominado  |